# هاتاکه‌یاما میتسوایه
هاتاکه‌یاما میتسوایه (به ژاپنی: 畠山満家); (تولد ۱۳۷۲ - مرگ ۱۴۳۳) یک سامورایی از خاندان هاتاکه‌یاما در اواخر دوره نانبوکو–چو و دوره موروماچی اهل ژاپن بود. وی رهبر خاندان هاتاکه‌یاما، شوگودایمیو و یکی از دو کانری (معاون شوگون) بود و هم‌چنین در ولایت کاواچی، ولایت کی، ولایت اتچو و ولایت یاماشیرو شوگو (فرماندار) بود.
وی سه پسر به نام‌های هاتاکه‌یاما موچی‌کونی (پسر ارشد)،  هاتاکه‌یاما موچی‌ناگا (پسر دوم، مرگ ۱۴۴۱) و هاتاکه‌یاما موچی‌تومی (پسر سوم) داشت.